# Malle Babbe (Nijgh)
Malle Babbe is een nummer van Lennaert Nijgh (tekst) en Boudewijn de Groot (muziek). In december 1974 werd het nummer op single uitgebracht.

## Achtergrond
Het lied Malle Babbe werd geschreven in 1970. Tekstschrijver Lennaert Nijgh had het schilderij Zigeunermeisje gezien van Frans Hals, met daarop een vrolijke prostituee. Abusievelijk nam hij aan dat het hier het schilderij Malle Babbe betrof. Hij baseerde zijn tekst op het eerste schilderij. Frits Spits constateerde in zijn Standaards dat Nijghs en Hals’ versie niet geheel overeenkomen. Nijgh spreekt namelijk van een blonde Malle Babbe (Hals schilderde haar als brunette in beide schilderijen) en heeft het over een lekkere kont (Hals komt niet verder dan haar middel in beide schilderijen). Hij stelde met zijn tekst de schijnheiligheid van de gelovigen aan de kaak: door de week naar de hoeren en op zondag naar de kerk en een cent in het zakje doen om de zonden af te kopen. 

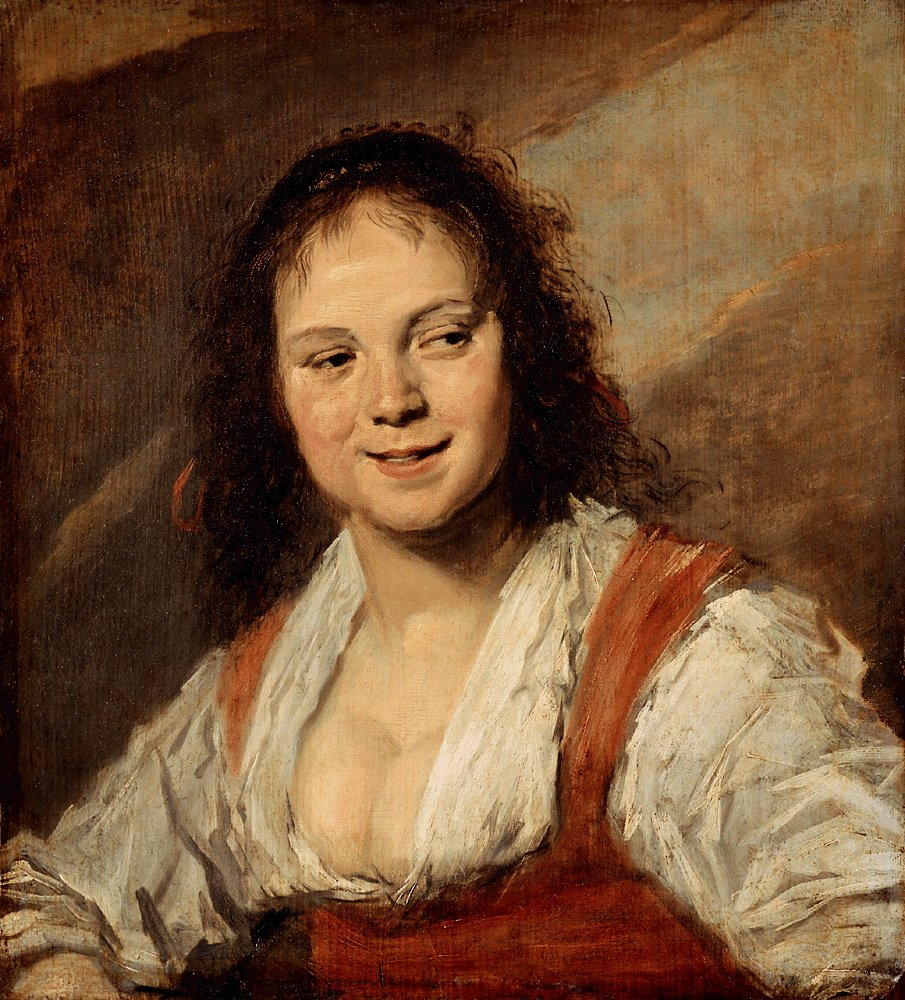
Het schilderij Zigeunermeisje van Frans Hals, dat Lennaert Nijgh abusievelijk aanzag voor Malle Babbe.
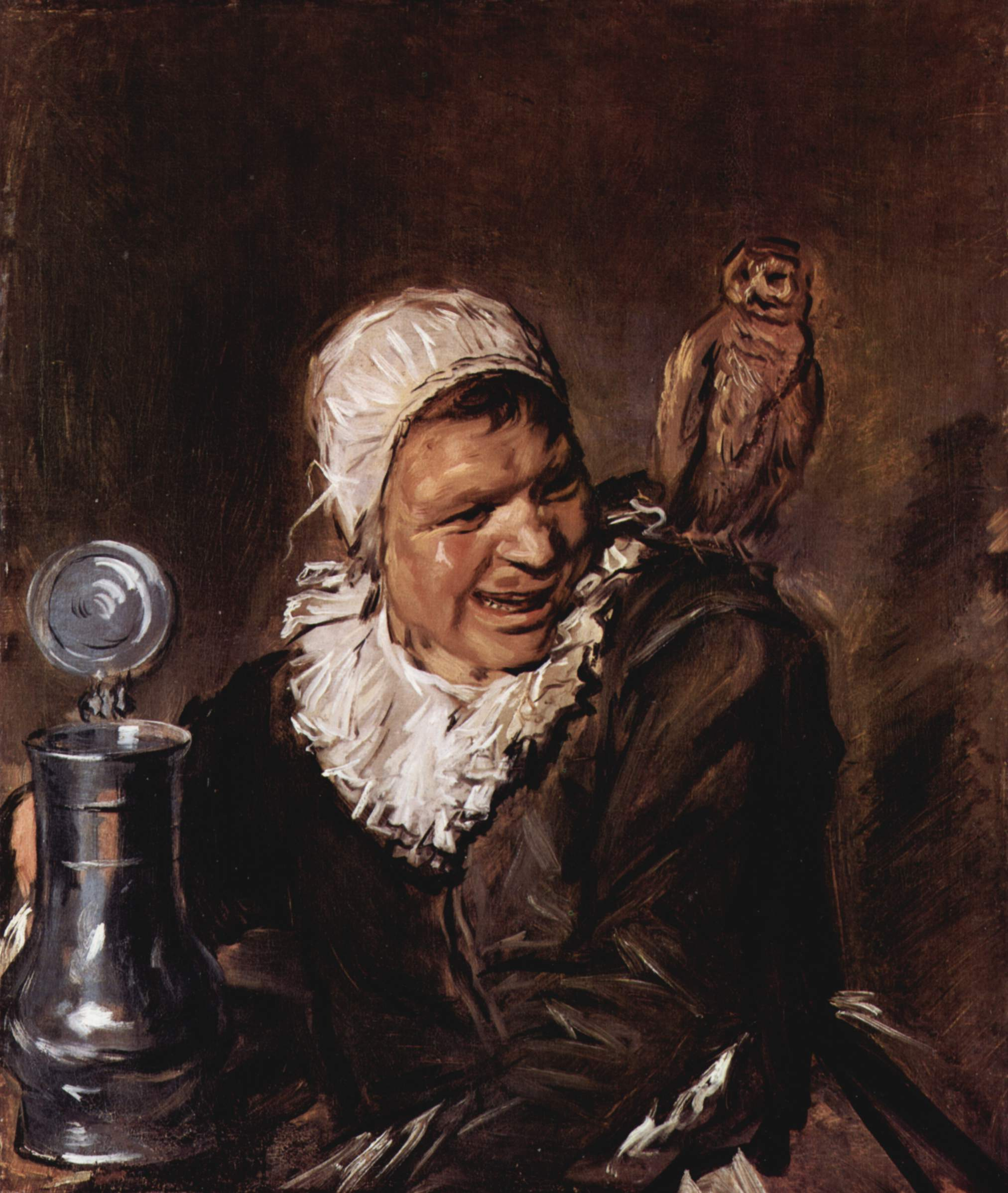
Het schilderij Malle Babbe van Frans Hals

## Versie van Adèle Bloemendaal
In 1970 werd het nummer voor het eerst op de plaat gezet door Adèle Bloemendaal. Anders dan de bekendere versie van Rob de Nijs zong Bloemendaal het in de ik-vorm; zij is hier de prostituee Malle Babbe (“Ik til mijn rokken op”; “Ik ken ze een voor een, de heren van fatsoen” etc.). Ze werd bij de opname op het hierna genoemde festival begeleid door een versterkt Metropole Orkest onder leiding van Dolf van der Linden met een algehele leiding van Rob Touber. Bloemendaal zong het lied op 28 juli 1970 tijdens het Holland festival in het onderdeel Tours de chant, waarin ook Gerard Cox, Jenny Arean en Frans Halsema optraden. Het kwartet trad op in De Doelen te Rotterdam, Circustheater in Scheveningen en het Concertgebouw in Amsterdam. Sommige kranten maakten er toen melding van dat Nijgh het lied speciaal voor Bloemendaal had geschreven. Dat staat ook op de platenhoes: "Boudewijn de Groot en Lennaert Nijgh schreven voor haar Malle Babbe, een stuk dat gewoon door niemand anders zo gebracht had kunnen worden,". De uitgebrachte single kreeg als B-kant de ook in het Concertgebouw vertolkte Recht naar de kroegen en de wijven van Jaap van de Merwe. Daarin is de boodschap dat het niet uitmaakt of je schooier bent of baas, zodra je je geld hebt ontvangen verzuip je het of ga je naar de hoeren.

## Versie van Rob de Nijs
In 1973 werkte Boudewijn de Groot als muziekproducent voor Rob de Nijs. Hij nam met hem een vernieuwde versie op van het nummer voor het album In de uren van de middag. Het lied is dan in de tweede persoon (“Je tilt je rokken op” etc.). Het werd echter niet direct uitgebracht als single, terwijl Jan Klaassen de Trompetter en Dag zuster Ursula beide wél zowel de Nederlandse Top 40 als de Nationale Hitparade haalden. In december 1974 werd het nummer, na enkele minder succesvolle singles, alsnog op single uitgebracht. De singleversie is anders dan de albumversie: de tekst werd op enkele plaatsen aangepast (“Ik heb het vaak gezien / wanneer zo'n stuk verdriet / voldaan naar buiten kwam / en jou daar achterliet.” in plaats van. “Hoe vaak heb jij zo'n kop, / bezopen, stom en geil, / niet aan je borst gedrukt, / je lijf nat van z'n kwijl”). Bovendien werd gebruik gemaakt van een heel ander arrangement. Beide arrangementen waren wel van een man, Bert Paige met wie De Groot zelf ook werkte. De singleversie duurde 20 seconden langer dan de originele opname. De singleversie werd vrij zeldzaam; ze is slechts sporadisch uitgebracht op cd (bijvoorbeeld op 40 Jaar Hits uit 2002). De meest gangbare versie op cd, downloads en streamingdiensten is de albumversie uit 1973. 

## Achtergrond
De singleversie werd veel gedraaid op de landelijke radiozenders en werd een grote hit. De single bereikte begin 1975 de 8e positie in de Nederlandse Top 40 (destijds uitgezonden op de befaamde TROS donderdag met dj Ferry Maat) en de 9e positie in de Nationale Hitparade. Rob de Nijs zou het later nog minstens twee keer als single uitgeven; waarbij in 1982 de live versie werd getroffen door een boycot van de NCRV op zowel Hilversum 1, Hilversum 2 als de nationale publieke popzender Hilversum 3. 
De plaat staat sinds de allereerste editie in december 1999 onafgebroken genoteerd in de jaarlijkse NPO Radio 2 Top 2000 van de Nederlandse publieke radiozender NPO Radio 2. De B-kant van de originele single bevatte Te lang van huis van De Groot en Ruud Engelander.

### NPO Radio 2 Top 2000
| Nummer met noteringen in de NPO Radio 2 Top 2000 | '99 | '00 | '01 | '02 | '03 | '04 | '05 | '06 | '07  | '08 | '09 | '10  | '11  | '12  | '13  | '14  | '15  | '16  | '17  | '18  | '19  | '20 | '21 | '22 | '23 | '24 |
| ------------------------------------------------ | --- | --- | --- | --- | --- | --- | --- | --- | ---- | --- | --- | ---- | ---- | ---- | ---- | ---- | ---- | ---- | ---- | ---- | ---- | --- | --- | --- | --- | --- |
| Malle Babbe                                      | 542 | 406 | 451 | 619 | 743 | 635 | 672 | 731 | 1167 | 742 | 903 | 1044 | 1125 | 1559 | 1386 | 1427 | 1760 | 1601 | 1571 | 1609 | 1297 | 753 | 869 | 882 | 857 | 889 |

1. ↑  Een vetgedrukt getal geeft de hoogste notering aan.

### Evergreen Top 1000
| Evergreen Top 1000 "Malle Babbe - Rob de Nijs" | Evergreen Top 1000 "Malle Babbe - Rob de Nijs" | Evergreen Top 1000 "Malle Babbe - Rob de Nijs" | Evergreen Top 1000 "Malle Babbe - Rob de Nijs" | Evergreen Top 1000 "Malle Babbe - Rob de Nijs" | Evergreen Top 1000 "Malle Babbe - Rob de Nijs" | Evergreen Top 1000 "Malle Babbe - Rob de Nijs" | Evergreen Top 1000 "Malle Babbe - Rob de Nijs" | Evergreen Top 1000 "Malle Babbe - Rob de Nijs" | Evergreen Top 1000 "Malle Babbe - Rob de Nijs" | Evergreen Top 1000 "Malle Babbe - Rob de Nijs" | Evergreen Top 1000 "Malle Babbe - Rob de Nijs" | Evergreen Top 1000 "Malle Babbe - Rob de Nijs" | Evergreen Top 1000 "Malle Babbe - Rob de Nijs" | Evergreen Top 1000 "Malle Babbe - Rob de Nijs" | Evergreen Top 1000 "Malle Babbe - Rob de Nijs" | Evergreen Top 1000 "Malle Babbe - Rob de Nijs" |
| Jaar                                           | 2008                                           | 2009                                           | 2010                                           | 2011                                           | 2012                                           | 2013                                           | 2014                                           | 2015                                           | 2016                                           | 2017                                           | 2018                                           | 2019                                           | 2020                                           | 2021                                           | 2022                                           | 2023                                           |
| ---------------------------------------------- | ---------------------------------------------- | ---------------------------------------------- | ---------------------------------------------- | ---------------------------------------------- | ---------------------------------------------- | ---------------------------------------------- | ---------------------------------------------- | ---------------------------------------------- | ---------------------------------------------- | ---------------------------------------------- | ---------------------------------------------- | ---------------------------------------------- | ---------------------------------------------- | ---------------------------------------------- | ---------------------------------------------- | ---------------------------------------------- |
| Positie                                        | 573                                            | 673                                            | 669                                            | 669                                            | 650                                            | 707                                            | 540                                            | 979                                            | 735                                            | 785                                            | 985                                            | 585                                            | 541                                            | 733                                            | 434                                            | 352                                            |

## Andere artiesten
Later speelde Boudewijn de Groot het nummer zelf met grote regelmaat tijdens concerten. Hoewel hij diverse nummers die hijzelf en Nijgh schreven voor De Nijs, waaronder Avond, zelf opnam, heeft hij het nummer nooit voor een studioalbum opgenomen. Wel zijn er diverse livealbums, waarop het nummer te horen is.
In 1994 bracht Rowwen Hèze een eigen versie van het nummer uit op het album Als de rook is verdwenen..., dat met diverse artiesten een eerbetoon aan Boudewijn de Groot vormde. In 2015 werd ditzelfde nummer op het album Vur altied: Ballades & beer opnieuw uitgebracht.
Alles wat ademt · Avond · De nachtwacht · Élégie prénatale · Het Land van Maas en Waal · Ik doe wat ik doe · Jan Klaassen de trompetter · Liefde van later · Malle Babbe · Prikkebeen · Pastorale · Strand · Testament · Verdronken vlinder · Welterusten, meneer de president